# Каневский, Роман Геннадьевич
Роман Геннадьевич Каневский (род. 3 ноября 1962, Ленинград) — российский предприниматель, основатель группы компаний «Росан».

## Биография
Родился 3 ноября 1962 года в Ленинграде, в семье инженера и школьной учительницы. Учился в школах № 183, 263 и 235. С 1981 по 1983 год служил в армии водителем в воинской части в Архангельской области. После армии несколько лет работал водителем грузовиков, позже организовал производство светильников.
Женат. Имеет двоих детей.
В 1999 году был членом организационного комитета по подготовке и проведению чемпионата Европы по гонкам на снегоходах.
В 2002 году участвовал в марафоне внедорожников «Ладога-Трофи».
В 2003 году Роман Каневский был избран президентом Федерации мотоциклетного спорта Санкт-Петербурга и Ленинградской области.

## Карьера
В 1990 году, совместно с партнёром Андреем Кушулем, организовал компанию в индустрии развлечений, затем компанию по торговле подержанными автомобилями из Германии и автосервис BMW, где также проводился тюнинг автомобилей под брендом немецкого ателье Hamann. Полученные от этой деятельности доходы партнёры вложили в строительство торгово-офисного здания в Санкт-Петербурге по адресу ул. Софийская 79, где впоследствии располагалась штаб-квартира группы компаний «Росан».
В 1993 году основали компанию «Росан» по торговле снегоходами, аквабайками, квадроциклами и подвесными моторами производства канадской компании Bombardier (впоследствии BRP — Bombardier Recreational Products). С 1997 года «Росан» стал генеральным импортёром и дистрибьютором продукции BRP в России.
```
«Росан» являлся организатором и спонсором различных соревнований по гонкам на квадроциклах, снегоходах и аквабайках
[
5
]
[
6
]
[
7
]
.
```

К 2006 году «Росан» стал самой крупной независимой компанией в мире в своей отрасли, а российский рынок стал для BRP самым крупным после США.
Начиная с 2007 года Каневский стал постепенно отходить от управления бизнесом, делегировав это менеджерам из группы компаний. На пике развития оборот холдинга «Росан» достигал 15 миллиардов рублей.
В 2013—2014 годах «Росан» совместно с компаниями RBI, Мегафон и Сбербанк России осуществил крупный благотворительный проект — реконструкцию Ботанического Сада Санкт-Петербурга.
В 2017 году состояние Каневского оценивалось в 1,42 млрд рублей.

## Уголовное преследование
Летом 2017 года Каневский был объявлен в федеральный розыск в рамках уголовного дела об уклонении от уплаты налогов компанией «Росан-Трейд». Летом 2018 года был заочно арестован Всеволожским горсудом Ленобласти и объявлен в международный розыск. В декабре 2018 года был задержан в Литве. Однако, согласно постановлению Пленума Верховного суда РФ № 48 от 26.11.2019 г., он не может являться субъектом инкриминируемого преступления по ст. 199 УК РФ, ввиду того что он никогда не являлся ни должностным лицом, ни фактическим руководителем компании «Росан-Трейд».